# Krakowska

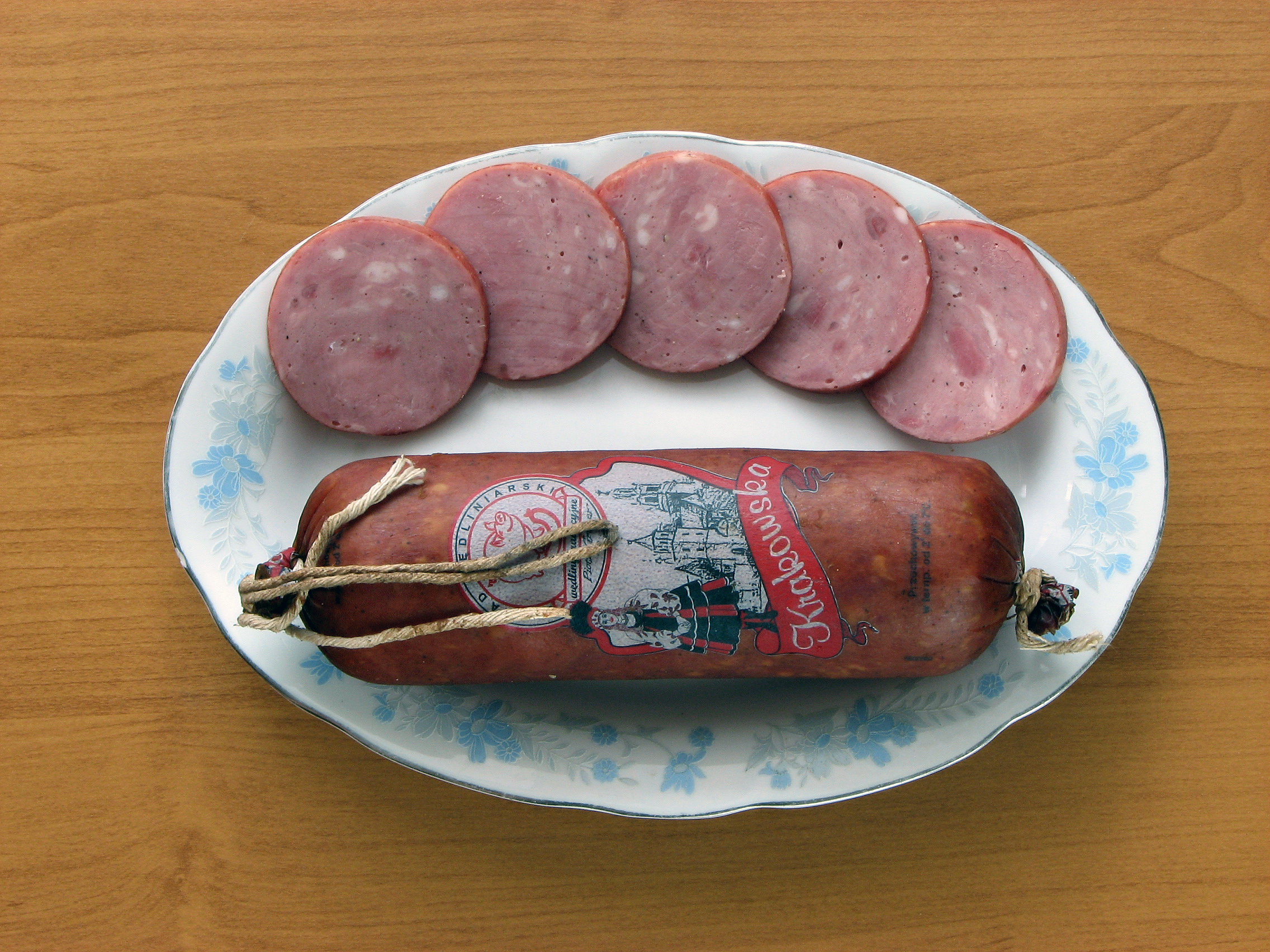
Krakowska

Krakowska  é um tipo de linguiça polonesa (kielbasa), normalmente servida como um frio de corte. O nome deriva da cidade de Cracóvia (capital da República das Duas Nações da Idade Média até o final do século XVI). Ela é feita a partir de cortes de carne magra de porco , temperada com pimenta-preta, pimenta-da-jamaica, coentro e alho, embalada em grandes invólucros e defumada.

## Galeria

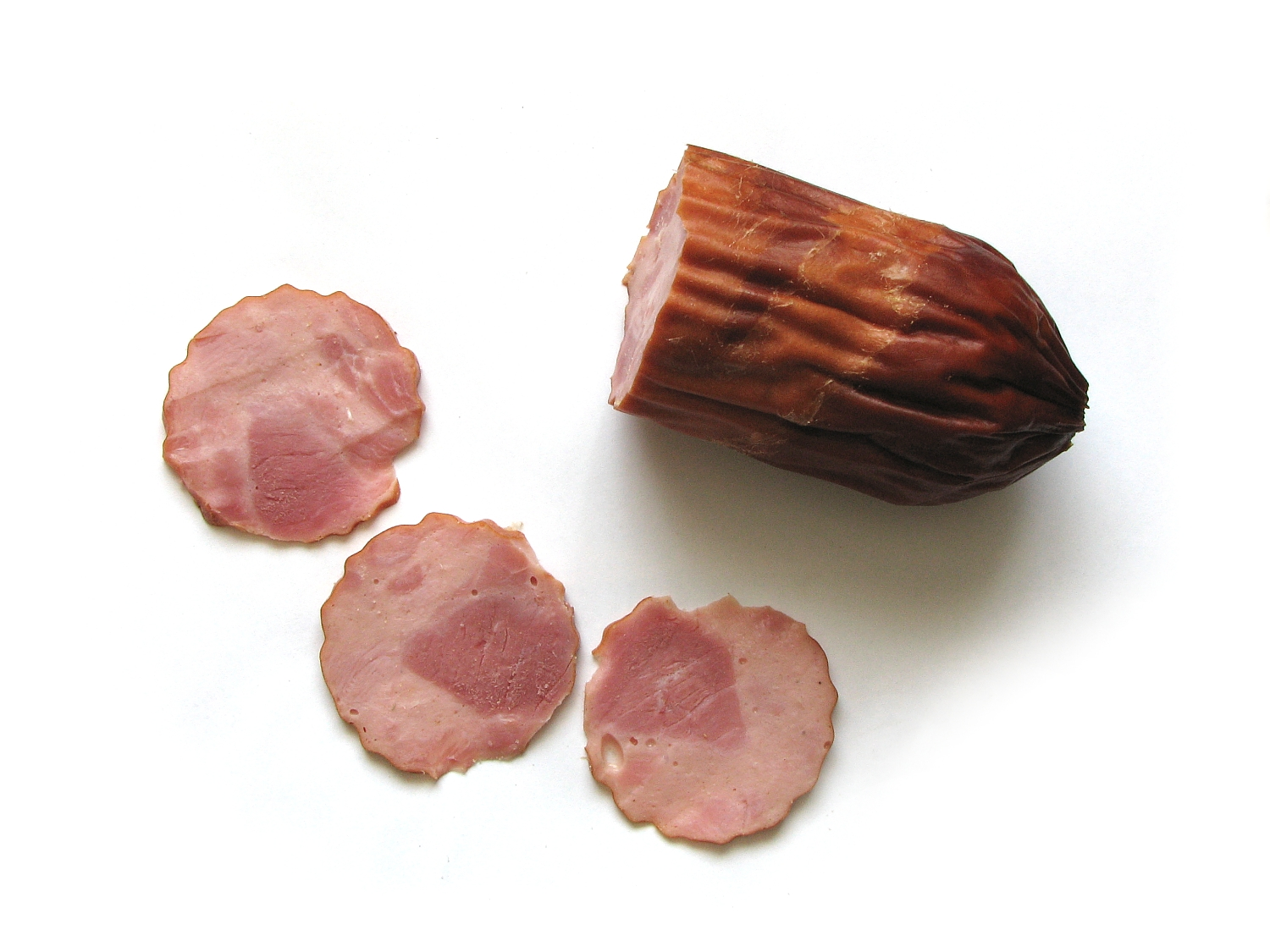
Krakowska, a linguiça polonesa